# Kedabu Rapat
Kedabu Rapat is een bestuurslaag in het regentschap Kepulauan Meranti van de provincie Riau, Indonesië. Kedabu Rapat telt 2742 inwoners (volkstelling 2010).